# تياغو برانداو رودريغوس
تياغو برانداو رودريغوس هو سياسي برتغالي، ولد في 3 يونيو 1977 في Paredes de Coura ‏ في البرتغال. نشط حزبياً في الحزب الاشتراكي (البرتغال). في 2015 Portuguese legislative election ‏، انتخب عضو مجلس الجمهورية ‏ عن دائرة Viana do Castelo (Assembly of the Republic constituency) ‏ وقد انضم خلال فترته النيابية ‏ للكتلة البرلمانية الحزب الاشتراكي (البرتغال) وانتخب وزير التعليم ‏ (26 نوفمبر 2015 – ).